# Yūichi Nakamura (actor nacido en 1980)
Yūichi Nakamura (中村 悠一 Nakamura Yūichi?,  Aji, Prefectura de Kagawa, 20 de febrero de 1980) es un actor de voz japonés, afiliado a Intention. Ha desempeñado una amplia gama de papeles, entre los que se destacan: Bruno Bucciarati en JoJo's Bizarre Adventure: Golden Wind, Satoru Gojo en Jujutsu Kaisen, Hawks en My Hero Academia, Tatsuya Shiba en Mahōka Kōkō no Rettōsei, Miketsukami Soushi en Inu × Boku SS, Kurō Tetsurō en Haikyū!!, Gray Fullbuster en Fairy Tail, Karamatsu en Osomatsu-san, Alto Saotome en Macross Frontier, Tomoya Okazaki en Clannad, Kyōsuke Kōsaka en Oreimo y Hotaro Oreki en Hyōka. 
También ha dado voz a numerosos personajes de videojuegos, tales como Hazama y Yūki Terumi en BlazBlue: Calamity Trigger, Narciso Anasui en JoJo's Bizarre Adventure: All Star Battle y  Eyes of Heaven, Shima Sakon en Sengoku Basara 4, Cid Raines en Final Fantasy XIII y Fei Long en Street Fighter IV. Debido a su tono de voz fuerte, Nakamura usualmente es elegido como protagonista.

## Biografía
Después de graduarse de la escuela secundaria, Nakamura se mudó a Tokio para convertirse en actor de voz. Quería ser un artista de doblaje de películas. Ingresó a la Yoyogi Animation Gakuin y comenzó a vivir en el dormitorio. Mientras estaba inscrito, interpretó el papel de un camarero en el drama CD Taishō Roman Zakkichō protagonizado por Takehito Koyasu. Después de dejar Yoyogi Animation Academy, trabajó en Production Tokyo Drama House, Toritori Office, y Sigma Seven, y actualmente es miembro de INTENTION.
En 2001, hizo su debut como actor de voz en OVA D+VINE [LUV], y en el mismo año, hizo su primer papel regular de anime de televisión como Griffion y Ligeron en Dennō Bōkenki Webdiver. En 2006, ganó el papel de Rufus en el juego Valkyrie Profile 2: Silmeria , y al año siguiente, en 2007, ganó el papel de Takaya Abe en Big Windup!. En el mismo año, interpretó a Tomoya Okazaki en el anime de televisión Clannad.
En 2008, ganó el 18º Premio al Mejor Actor de Voz Masculino en Anime Scramble de Nonko y Nobita. En 2016, fue galardonado como actor de voz del año en la categoría de persona de la tercera edición de Yahoo! Buscar premios.
En abril de 2020, Nakamura lanzó "Washagana TV" en YouTube con el artista de manga Bukubu Ōkawa como escritor de composición. Como doble personalidad con Mafia Kajita , sube videos de varios géneros, como unboxing, juegos y exhibiciones de posesiones valiosas. También da la bienvenida a los invitados para charlas gratuitas, transmisión en vivo de nuevos lanzamientos y juegos para entusiastas, y transmisión solo para miembros.

## Filmografía
Los papeles principales están en negrita.

### Anime
2000
- Yu-Gi-Oh! Duel Monsters - Dinosaur Ryuzaki (2nd)

2001
- Dennou Boukenki Webdiver - Griffion, Ligaon, Raada
- The Prince of Tennis - Miembro central de Ginka

2002
- Princess Tutu - Hombre

2003
- Crush Gear Nitro - Hugo
- E's Otherwise - Guerrilla, Man, Teoerrorno
- Zatch Bell - Tsaoron
- Hoop Days - Satoru Nagase

2004
- Shura no Toki - Okita Souji
- Bleach - Tesra, Muramasa

2006
- Gakuen Heaven - Ishizuka (secretario)
- Kiba - Policía B (ep.  1)
- Aria the Natural - Empleado postal (ep. 4)
- Glass Fleet - Laquld
- Black Lagoon - Agente Sugar (ep. 12), Meier (ep. 1 y 2)
- Honey and Clover II - Estudiante B (ep. 4), Estudiante (ep. 10)
- Ramen Fighter Miki - Akihiko Ohta
- Black Lagoon: The Second BarrKishim Botrovski, Hanada (eps. 21-22), Moretti, Vasilinov (ep. 24)
- Jigoku Shōjo Futakomori - Criminal (ep 2)

2007
- Nodame Cantabile - Amigo A (e.p 2), Kazushi Iwa, Estudiante  A (e.p 1)
- Magical Girl Lyrical Nanoha Strikers - Vice Granscenic
- Kono Aozora ni Yakusoku wo: Yōkoso Tsugumi Ryō e - Wataru Hoshino
- Engage Planet Kiss Dum - Syuu Nanao
- Sola - Clerk A (ep 14), Profesor (eps. 2 y 10)
- Big Windup! - Takaya Abe
- Sky Girls - Homare Moriyama
- Sayonara Zetsubō Sensei -  Padre de Abiru (ep. 4), Director B (ep. 11), Empleado (ep. 6), Policía (ep. 8), Persona albina (ep. 9)
- Ayakashi Ayashi: Ayashi Divine Comedy - Misawa Teizan
- Majin Tantei Nōgami Neuro - Tetsuyuki Homura (ep 16)
- Mokke - Takanashi (ep 5)
- CLANNAD - Tomoya Okazaki
- Shugo Chara! - Ikuto Tsukiyomi
- Mobile Suit Gundam 00 - Graham Aker
- Prism Ark - Judas
- Kara no Kyoukai - the Garden of sinners - Kouhei (Parte 3)
- Tokyo Marble Chocolate - Yamada

2008
- Macross Frontier - Alto Saotome
- Zoku Sayonara Zetsubō Sensei - Padre de Abiru (ep 3)
- Blassreiter - Bradley Guildford
- Neo Angelique Abyss - Jet
- Net Ghost PiPoPa - Divine Forest
- Wagaya no Oinari-sama. - Kūgen Tenko (hombre)
- Zettai Karen Children - Kōichi Minamoto, Tema de cierre (ED3)
- Neo Angelique Abyss: Second Age - Jet
- Clannad After Story - Tomoya Okazaki
- Linebarrels of Iron - Reiji Moritsugu
- Shugo Chara!! Doki— - Ikuto Tsukiyomi
- Inazuma Eleven -, Koujirou Genda, Jin Kageno, Mark Kruger
- Mobile Suit Gundam 00 Second Season - Mister Bushido

2009
- Basquash! - Iceman Hotty
- Bleach: 230 Bleach - Muramasa
- Fullmetal Alchemist: Brotherhood - Greed
- Shangri-La - Leon Imaki
- Zan Sayonara Zetsubō Sensei - Padre de Abiru (ep 3)
- Fairy Tail - Gray Fullbuster
- Kimi ni Todoke - Ryu Sanada
- Tatakau Shisho - The Book of Bantorra - Volken
- Macross Frontier ~Itsuwari no Utahime~ - Alto Saotome

2010
- Arakawa Under the Bridge - Last Samurai
- Break Blade - Hodr
- Dance in the Vampire Bund - Akira Kaburagi
- Durarara!! - Kyōhei Kadota
- Macross Frontier ~Itsuwari no Utahime~ - Alto Saotome
- Mobile Suit Gundam 00 the Movie: A Wakening of the Trailblazer - Graham Aker
- Ookiku Furikabutte ~Natsu no Taikai Hen~ - Takaya Abe
- Oreimo (Ore no Imōto ga Konna ni Kawaii Wake ga Nai) - Kyōsuke Kousaka
- Princess Resurrection OVA - Kizaia
- Shinryaku! Ika Musume - Gorō Arashiyama
- Shugo Chara Party! - Ikuto Tsukiyomi
- Starry☆Sky - Kazuki Shiranui
- Togainu no Chi - Tomoyuki
- Zettai Karen Children OVA - Kōichi Minamoto, Theme Song Performance (ED)

2011
- Bakugan: Gundalian Invaders - Capitán Elright (Dob)
- Fairy Tail - Gray Fullbuster, Gray Surge
- Fairy Tail OVA - Gray Fullbuster
- Fate/Prototype - Archer/Gilgamesh
- Guilty Crown - Gai Tsutsugami
- Itsuka Tenma no Kuro Usagi - Gekkou Kurenai
- Kimi ni Todoke 2nd Season - Ryu Sanada
- Macross Frontier ~Sayonara no Tsubasa~ - Alto Saotome
- Naruto Shippuden: Blood Prison - Muku
- Sekaiichi Hatsukoi - Yoshiyuki Hatori
- Shinryaku! Ika Musume 2 - Goro Arashiyama
- Starry Sky - Shiranui Kazuki
- Senjou no Valkyria 3: Tagatame no Juusou - Kurt Irving
- Uta no Prince-sama - Ringo Tsukimiya
- Working!! - Mashiba Yōhei
- Kaizoku Sentai Gokaiger - Zangyack Action Commander Deratsuiegar

2012
- Aquarion Evol - Mykage
- Fairy Tail The Movie: The Phoenix Priestess - Gray Fullbuster
- Chūnibyō Demo Koi ga Shitai! - Yūki Ōjima
- Inu × Boku SS - Sōshi Miketsukami
- Hyōka - Hōtarō Oreki
- La storia della Arcana Famiglia - Luca
- Lagrange: The Flower of Rin-ne - Villagulio
- Shirokuma Café - Grizzly-san
- Tokumei Sentai Go-Busters - Beet J. Stag/Stag Buster
- Natsuyuki Rendezvous - Ryūsuke Hazuki
- Gintama (Kintama) - Sakata Kintoki
- Tonari no Kaibutsu-kun - Yoshida Yūzan
- K - Rikio Kamamoto
- Btooom! - Nobutaka Oda

2013
- Zettai Karen Children: The Unlimited - Kōichi Minamoto
- Pocket Monsters Best Wishes: Season 2 - Episode N - N
- Ore no Imōto ga Konna ni Kawaii Wake ga Nai. - Kyōsuke Kōsaka
- Senyū - Ros
- Valvrave the Liberator - Raizo Yamada
- Karneval - Jiki
- Dansai Bunri no Crime Edge - Romio Zaiga
- Watashi ga Motenai no wa Dou Kangaetemo Omaera ga Warui! - Tomoki Kuroki
- Blazblue Alter Memory - Hazama/Yuuki Terumi
- "Corpse Party: Blood Covered" - Yoshiki Kishinuma

2014
- Mahōka Kōkō no Rettōsei - Tatsuya Shiba
- Fairy Tail (2014) - Gray Fullbuster
- Haikyū!! - Kurō Tetsurō
- Gekkan Shoujo Nozaki-kun - Umetarō Nozaki
- Hamatora - Ratio
- Re: Hamatora - Ratio
- Rokujōma no Shinryakusha!? - Kōtarō Satomi
- Shin Gekijō-ban Initial D Legend 1 - Keisuke Takahashi
- Tokyo Ghoul - Yomo Renji
- World Trigger - Yūichi Jin
- Donten ni Warau - Tenka Kumō

2015
- Sōkyū no Fafner -EXODUS- - Dustin Morgan
- Tokyo Ghoul √A - Yomo Renji
- Shinmai Maō no Testament - Basara Tōjō
- Seiken Tsukai no World Break - Jin Ishurugi
- Durarara!!×2 - Kadota Kyōhei
- Uta no Prince-sama♪ Maji Love Revolution - Tsukimiya Ringo
- Owari no Seraph - Guren Ichinose
- Owari no Seraph: Nagoya Kessen-hen - Guren Ichinose
- Highschool DxD BorN - Sairaorg Bael
- Shokugeki no Sōma - (Kojirō Shinomiya)
- Ushio to Tora - Ken'ichi Masaki
- K: Return of Kings - Rikio Kamamoto
- Osomatsu-san - Karamatsu Matsuno
- World Trigger - Yūichi Jin
- One Punch-Man - Mumen Rider

2016
- 91 Days - Ronaldo Galassia
- Divine Gate - Arthur
- Drifters - Shimazu Toyohisa
- Re:Zero kara Hajimeru Isekai Seikatsu - Reinhard van Astrea
- Maho Girls PreCure! - Dokurokushe/Kushe
- Sangatsu no Lion - Takeshi Tsujii[2]
- Udon no Kuni no Kiniro Kemari-	Sōta Tawara
- Watashi ga Motete Dōsunda - Kazuma Mutsumi
- Berserk - Silat

2017
- Ani ni Tsukeru Kusuri wa Nai! - Shi Fen
- Atom: The Beginning - Umatarō Tenma
- Fūka - Nico (ep 10)
- Digimon Universe: Appli Monsters - Charismon
- Kobayashi-san Chi no Maid Dragon - Makoto Takiya
- Fairy Tail: Dragon Cry - Gray Fullbuster

2018
- Hakata Tonkotsu Ramens - Shunsuke Saruwatari
- Rokuhōdō Yotsuiro Biyori - Tokitaka Nagae
- Hōshin Engi - Yōzen
- Tada-kun wa koi wo shinai - Mitsuyoshi Tada
- JoJo's Bizarre Adventure: Golden Wind - Bruno Bucciarati
- Ms. Koizumi Loves Ramen Noodles - Shū Osawa

2019
- Fruits Basket - Shigure Soma
- One Punch-Man 2 - Mumen Rider
- Dr. Stone - Tsukasa Shishio
- Babylon - Zen Seizaki

2020
- Boku no Hero Academia - Hawks
- Bungo to Alchemist - Osamu Dazai
- Jujutsu Kaisen - Satoru Gojo
- Munō na Nana - Kyōya Onodera[3]

2021
- World Trigger - Yūichi Jin
- Kaginado - Tomoya Okazaki
- Kobayashi-san Chi no Maid Dragon S - Makoto Takiya
- Mieruko-chan - Zen Toono
- Jujutsu Kaisen 0: la película - Satoru Gojo

2022
- Spy × Family - Daybreak
- Tribe Nine - Yajirobē Ueno

2023
- Blue Lock - Ryūsei Shidō
- Goblin Slayer II - Dwarf Shaman
- Jujutsu Kaisen 2nd Season - Satoru Gojo
- Undead Unluck - Andy
- MF Ghost - Jackson Taylor
- Rurouni Kenshin - Seijuro Hiko
- The Marginal Service - Robin Timbert

2024
- Chi: Chikyū no Undō ni Tsuite - Badeni
- Ninja Kamui - Zai
- Kyūjitsu no Warumono-san - Trigger
- Urusei Yatsura (remake) - Rupa
- Wonderful Precure! La Película: ¡Una gran aventura en un mundo de juegos emocionante! - Daifuku Toyama

2025
- Wonderful Precure! - Daifuku Toyama
- Let's Play - Charles Jones

### CD dramas
- Barajou no Kiss –Kaede Higa
- Cherry Boy Sakuen –Momiji Nakakita
- Doramatsu VOL.4 – Karamatsu Matsuno
- Honto Yajuu –Tomoharu Ueda
- Kaichou wa Maid-sama –Kurotatsu
- Karneval –Jiki
- Kizuna IV –Harada
- Corpse Party: Book of Shadows –Yoshiki Kishinuma
- Love Neko –Yabuki Eiji
- MR.MORNING –Miguel Wiseman
- S.L.H - Stray Love Hearts! –Cain Kumoide
- Seven Days: Monday - Thursday –Touji Seryou
- DeadLock –Yuhto Lenix
- DeadHeat –Yuhto Lenix
- DeadShot –Yuhto Lenix
- Rust Blaster –Six
- Sekaiichi Hatsukoi –Yoshiyuki Hatori
- Aitsu no Daihonmei – Takahiko Satō

### Videojuegos
- Arc Rise Fantasia (L'Arc)
- BlazBlue: Calamity Trigger (Hazama/Yuuki Terumi)
- BlazBlue: Continuum Shift (Hazama/Yuuki Terumi)
- BlazBlue: Chrono Phantasma (Hazama/Yuuki Terumi)
- BlazBlue: Central Fiction (Hazama/Yuuki Terumi)
- Captain Tsubasa: Dream Team (Salvatore Gentile)
- Digimon Story: Cyber Sleuth Hacker's Memory (Ryuji Mishima)
- Estpolis: The Lands Cursed by the Gods (Maxim)
- Final Fantasy XIII (Cid Raines)
- Final Fantasy Type-0 (Trey)
- Konjiki no Gash Bell!! (Tsaoron)
- Osomatsu-san: Hesokuri Wars (Karamatsu Matsuno)
- Lord of Heroes (Johan)
- Street Fighter IV (Fei Long)
- Saint Seiya Awakening (Odyseuss de Ofiuco)
- Tales of Symphonia (Voces adicionales)
- Tokimeki Memorial 4 (Tadashi Nanakawa)
- Valkyrie Profile 2: Silmeria (Rufus)
- Starry Sky (Kazuki Shiranui)
- JoJo's Bizarre Adventure: All Star Battle (Narciso Anasui)
- JoJo's Bizarre Adventure: Eyes of Heaven (Narciso Anasui)
- Chaos Rings 2 (Darwin)
- Xenoblade Chronicles 2 (Malos)
- Final Fantasy XV (Ravus nox Fleuret)

### Doblaje
- Hancock: Ray Embrey
- The Forsaken Kit
- Star Wars: Episodio I - La amenaza fantasma (DVD Edition): Darth Maul
- RWBY - Adam Taurus
- Sonic, la película - Tom Wachowski
- Sonic 2, la película - Tom Wachowski